# 1r Japan Record Awards
El 1r Japan Record Awards es va celebrar 27 de desembre de l'any 1959. En la gala es van reconèixer els mèrits dels cantants d'aquell 1959. La gala fou retrasmesa per la cadena KRT. Hiroshi Mizuhara guanyà el Grand Prix del concurs amb la cançó Kuroi Hanabira.

## Guardonats

### Grand Prix del Japan Record Awards
- Hiroshi Mizuhara: Kuroi Hanabira (Pètals negres)
  - Lletra: Rokusuke Ei
  - Música: Hachidai Nakamura

### Premi al Millor Vocalista
- Frank Nagai: Yogiri no Kaeta Chalk
  - Lletra: Tetsuo Miyagawa
  - Música: Masanobu Tokuchi

### Premi al Millor Lletrista
- Chiyoko Shimakura: Flute
  - Lletra: Hachirō Satō
  - Música: Yūji Koseki

### Premi al Millor Compositor
- Frank Nagai: Yogiri no Kaeta Chalk
  - Lletra: Tetsuo Miyagawa
  - Música: Masanobu Tokuchi

### Premi a la Cançó Infantil
- Kamejirō Ishii i King Hōzuki-kai: Yasashii Oshō-san
  - Lletra: Shōgo Katō
  - Música: Hideaki Yashima